# Dolly (Band)
Dolly ist eine Rockband aus Nantes in Frankreich.

## Geschichte
Dolly wurden 1991 von Thierry Lacroix und Emmanuelle Monet gegründet. Zusammen mit zwei Freunden – Michaël Chamberlin und dem damals erst 15-jährigen Nicolas Bonnière – waren sie bis zu ihrem gleichnamigen Debütalbum zunächst als Dolly and C° bekannt. Ihre Musik geht aus der Vorliebe von Monet und Lacroix für englische und amerikanische Musik hervor und ist von Musikgrößen wie den Smashing Pumpkins, Blondie und vor allem PJ Harvey beeinflusst.
Nach der Zusammenarbeit mit dem englischen Produzenten Clive Martin Mitte der 1990er Jahre veröffentlichte die Band 1999, bis dato vor allem aufgrund ihrer Live-Auftritte berühmt geworden, ihr Album Un jour de rêves, gefolgt vom Plein Air 2002, in welchem sich Dolly musikalisch wieder an ihrem ersten Album orientierten.
2004 erschien das bisher letzte Album der Band namens Tous des stars. Am 25. Mai 2005 verunglückte Bassist Michaël Chamberlin bei einem Autounfall tödlich, woraufhin die verbliebenen drei Bandmitglieder ihre Auftritte und Studioarbeiten sofort einstellten.
Im Jahre 2008 haben Emmanuelle Monet und Nicolas Bonnière eine CD namens Rendez-Vous, die den von Dolly geprägten Musikstil fortführt, unter dem Bandnamen „Manu“ veröffentlicht.

## Diskografie

### Alben
| Jahr | Titel            | Höchstplatzierung, Gesamtwochen, AuszeichnungChartsChartplatzierungen (Jahr, Titel, Platzierungen, Wochen, Auszeichnungen, Anmerkungen) | Anmerkungen |
| Jahr | Titel            | FR | Anmerkungen |
| ---- | ---------------- | --- | ----------- |
| 1997 | Dolly            | FR34 (10 Wo.)FR |             |
| 1999 | Un jour de rêves | FR33 (4 Wo.)FR |             |
| 2002 | Plein air        | FR16 (14 Wo.)FR |             |
| 2004 | Tous des stars   | FR16 (22 Wo.)FR |             |

Weitere Alben
- 2005: Sunday Afternoon

### Singles
| Jahr | Titel Album                     | Höchstplatzierung, Gesamtwochen, AuszeichnungChartsChartplatzierungen (Jahr, Titel, Album, Platzierungen, Wochen, Auszeichnungen, Anmerkungen) | Anmerkungen |
| Jahr | Titel Album                     | FR | Anmerkungen |
| ---- | ------------------------------- | --- | ----------- |
| 1997 | Je n’veux pas rester sage Dolly | FR48 (3 Wo.)FR |             |